# European Youth League
European Youth League (od roku 2019 European Youth League Championship, zkratka EYL nebo EYLCH) je tříkolová soutěž sportovní střelby, které se účastní čtyřčlenné (do roku 2019 trojčlenné) týmy do 18 let z celé Evropy. Soutěží se v disciplínách vzduchová pistole 40 ran a vzduchová puška 40 ran.

## Koncept soutěže
Pro potřeby soutěže je Evropa rozdělena do tří divizí: západní, východní a jižní. V každé zemi, která se chce zúčastnit, se provedou preeliminační kola, během kterých se z celé oblasti divize vybere pět čtyřčlenných týmů, které se utkají v divizní kvalifikaci. V té první tým (popřípadě i druhý) postoupí do finále, kde se setká s výběrem dalších dvou divizí.
Tým je složen ze čtyř střelců, přičemž alespoň jedna musí být žena. Střelci se mohou účastnit pouze do svých 18 let, což z turnaje dělá příležitost pro mladé střelce vyzkoušet si evropskou soutěž. 
Střílí se vzduchová pistole a vzduchová puška, přičemž disciplíny jsou oddělené a nemají na sebe vzájemně vliv. Rozdíl oproti jiným soutěžím je v systému bodování - neboduje se totiž 40 ran jako celek, ale hodnotí se již jednotlivé desetiranné položky, za které se dávají body (2 body, pokud je lepší než položka soupeře x 1 bod, když je hodnota stejná x 0 bodů, pokud je hodnota nižší). Při závodu dvou týmů se totiž každému přiřadí soupeř ze soupeřícího týmu, se kterým tyto položky porovnává. Styl se tak blíží německé Bundeslize nebo české Extralize.

## Ročníky
| Ročník | Rok  | Severní divize                    | Východní divize                   | Západní divize                    | Finále                            |
| ------ | ---- | --------------------------------- | --------------------------------- | --------------------------------- | --------------------------------- |
| 1.     | 2009 |                                   |                                   |                                   | Helsingør, Dánsko                 |
| 2.     | 2010 | Wroclaw, Polsko                   | Wroclaw, Polsko                   | Tata, Maďarsko                    | Bologna, Itálie                   |
| 3.     | 2011 |                                   | Budva, Černá Hora                 |                                   | Budva, Černá Hora                 |
| 4.     | 2012 | Öckerö kommun, Švédsko            | Osijek, Chorvatsko                | Laško, Slovinsko                  | Wroclaw, Polsko                   |
| 5.     | 2013 | Ekenas, Finsko                    | Smederevo, Srbsko                 | Lingolshiem, Francie              | Laško, Slovinsko                  |
| 6.     | 2014 | Dobele, Lotyšsko                  | Osijek, Chorvatsko                | Plzeň, Česko                      | Smederevo, Srbsko                 |
| 7.     | 2015 | Mysen, Norsko                     | Osijek, Chorvatsko                | Innsbruck, Rakousko               | Växjö, Švédsko                    |
| 8.     | 2016 | Kisakallio, Finsko                | Osijek, Chorvatsko                | Lublaň, Slovinsko                 | Bologna, Itálie                   |
| 9.     | 2017 | Öckerö kommun, Švédsko            | Novi Sad, Srbsko                  | Morez, Francie                    | Osijek, Chorvatsko                |
| 10.    | 2018 | Wroclaw, Polsko                   | Osijek, Chorvatsko                | Innsbruck, Rakousko               | Kisakallio, Finsko                |
| 11.    | 2019 | Århus, Dánsko                     | Novi Sad, Srbsko                  | Magglingen, Švýcarsko             | Budapešť, Maďarsko                |
| 12.    | 2020 | zrušeno kvůli epidemii SARS-CoV-2 | zrušeno kvůli epidemii SARS-CoV-2 | zrušeno kvůli epidemii SARS-CoV-2 | zrušeno kvůli epidemii SARS-CoV-2 |
| 13.    | 2021 |                                   |                                   |                                   |                                   |

## Výsledky českého týmu ve finále
| Ročník | Rok  | Pistolový tým                     | Puškový tým                       |
| ------ | ---- | --------------------------------- | --------------------------------- |
| 1.     | 2009 | nepostoupil z divize              | nepostoupil z divize              |
| 2.     | 2010 |                                   |                                   |
| 3.     | 2011 | nepostoupil z divize              | nepostoupil z divize              |
| 4.     | 2012 |                                   |                                   |
| 5.     | 2013 | 2. místo                          | nepostoupil z divize              |
| 6.     | 2014 | 4. místo                          | nepostoupil do divize             |
| 7.     | 2015 | 6. místo                          | nepostoupil z divize              |
| 8.     | 2016 | 4. místo                          | nepostoupil z divize              |
| 9.     | 2017 | 5. místo                          | nepostoupil z divize              |
| 10.    | 2018 | 3. místo                          | nepostoupil do divize             |
| 11.    | 2019 | 5. místo                          | nepostoupil z divize              |
| 12.    | 2020 | zrušeno kvůli epidemii SARS-CoV-2 | zrušeno kvůli epidemii SARS-CoV-2 |
| 13.    | 2021 |                                   |                                   |